# Jean Séphériadès

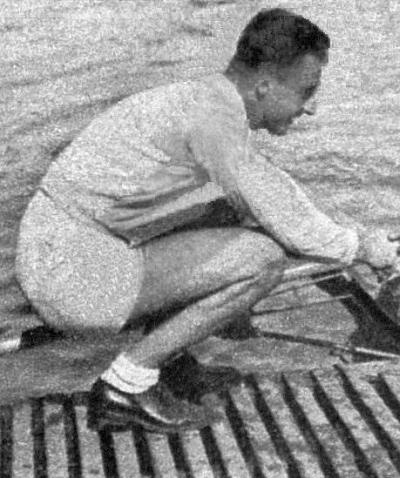
Jean Séphériadès (1943)

Jean Séphériadès (geboren am 2. Januar 1922 in Paris; gestorben am 22. August 2001 in Courbevoie) war ein französischer Ruderer, der 1947 Europameister im Einer war.

## Karriere
Der für Société Nautique de la Basse Seine rudernde Jean Séphériadès gewann 1946 die Diamond Sculls bei der Henley Royal Regatta gegen John B. Kelly junior aus den Vereinigten Staaten. 1947 wurden in Luzern die ersten Europameisterschaften nach dem Zweiten Weltkrieg ausgetragen. Jean Séphériadès gewann den Titel vor Ben Piessens aus Belgien und Hans Jakob Keller aus der Schweiz.
Nach diesen Erfolgen gehörte Jean Séphériadès zu den Medaillenkandidaten bei den Olympischen Spielen 1948 in London. Bei der Eröffnungsfeier war er der Fahnenträger seiner Mannschaft. In der olympischen Regatta gewann Séphériadès seinen Vorlauf, verlor aber im Halbfinale gegen den späteren Olympiasieger Mervyn Wood aus Australien und schied damit aus.
Jean Séphériadès gewann fünf französische Meistertitel im Einer und einen im Doppelzweier.